# Ljubov Popovová
Ljubov Sergejevna Popovová (6. května greg. / 24. dubna jul. 1889, Ivanovskoje – 25. května 1924, Moskva) byla ruská a sovětská malířka, avantgardní umělkyně (suprematismus, kubismus, kubofuturismus,konstruktivismus), grafička, designérka, scénografka a pedagožka.

## Život
Narodila se na panství Krasnovidovo ve vesnici Ivanovskoje v rodině bohatého podnikatele. První lekce kreslení jí dal v jedenácti letech výtvarník K. M. Orlov, který byl přítelem její rodiny. V roce 1906 se s rodinou přestěhovala do Moskvy, kde získala středoškolské vzdělání na gymnáziu a v roce 1908 absolvovala soukromé lekce na umělecké škole u Stanislava Žukovského a Konstantina Juona. V roce 1910 odjela do Itálie, kde chodila na soukromé lekce malby. O dva roky později navštívila Paříž, kde studovala malbu u Henriho Le Fauconniera a J. Metzingera. V zahraničí se seznámila s avantgardními uměleckými směry, oslovil ji především futurismus v Itálii a kubismus ve Francii. 
V Moskvě spolupracovala s Vladimirem Tatlinem, s nímž v letech 1913 až 1916 vytvořila studiovou komunitu v legendárním moskevském studiu Věž. Její díla z tohoto období jsou ve stylu kubofuturismu. Od roku 1914 do roku 1916 byla Popovová jednou z vůdčích osobností avantgardního umění v Moskvě. V březnu 1915 se zúčastnila první futuristické výstavy obrazů v Petrohradě.
Popovová se začala zajímat o suprematismus, stala se členkou skupiny kolem Kazimira Maleviče. V roce 1916 začala malovat zcela abstraktní suprematistické kompozice. Byla členkou umělecké skupiny Kárový spodek (Бубнoвый валeт) a podílela se na dvou jejích výstavách. Návštěva Samarkandu a zkušenost s architekturou a barvami starých budov ji přivedla k architektonické malbě. Po říjnové revoluci se Popovová se zapojila do jejích služeb vytvářením plakátů a knižních designů. Pracovala v oddělení výtvarného umění Lidového komisariátu pro osvětu, vyráběla propagační plakáty ve stylu socialistického realismu. Od roku 1918 působila jako pedagožka na moskevských uměleckých vysokých školách.
V roce 1918 se provdala za kunsthistorika Borise von Edinga, který v následujícím roce zemřel na břišní tyfus.  

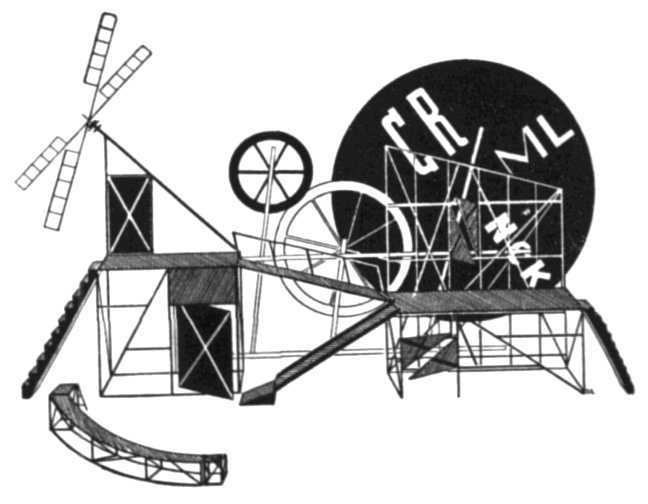
Návrh scény L.Popovové pro inscenaci Velký paroháč (1922)

‎V roce 1921 se stala členem skupiny produktivistů, která byla jednou z větví hnutí konstruktivismu. V září 1921 se zúčastnila výstavy, na které spolu s dalšími členy představila své abstraktní obrazy. Na základě toho ji oslovil Vsevolod Mejerchold, aby vytvořila scény pro divadelní představení v jeho režii. Popovová předvedla revoluční scénografické řešení ve stylu konstruktivismu. V její tvorbě došlo k zásadnímu obratu. Obhajovala začlenění umění do každodenního života. Prohlašovala, že veškerá tvůrčí práce má být pro lidi a vytváření nové společnosti. Odklonila se od malby a začala se věnovat výhradně průmyslovému designu. Pracovala také na knižních ilustracích, navrhovala dekory na porcelánu a textilu. Spolu se svou přítelkyní a uměleckou společnicí ‎‎Varvarou Stěpanovou‎‎, manželkou výtvarníka Alexandra Rodčenka, strávila Popova poslední roky svého života prací v textilní továrně v Moskvě. ‎
Dne 23. května 1924 zemřel na spálu její syn. Ljubov Popovová zemřela o dva dny později na stejnou nemoc ve věku 35 let. Byla pohřbena v Moskvě na Vagaňkovském hřbitově.
V prosinci 1922 byla v Moskvě uspořádána první samostatná výstava obrazů této avantgardní umělkyně. Výstava představila široké spektrum její tvorby: sedmdesát sedm obrazů, stejně jako knihy, plakáty, textilní návrhy a rytiny.

## Dílo
Popovová pracovala v široké škále žánrů a disciplín, včetně malby, reliéfu, prací na papíře a návrhů pro divadlo, textil a typografii.
V relativně krátkém časovém období tvorby Ljubov Popovové se promítly vlivy několika moderních uměleckých směrů, které poznala blíže při svých cestách do zahraničí. Po prvním zkoumání impresionismu (Zátiší s košíkem ovoce, 1907) experimentovala s ruskou modifikací dvou rovnocenných vlivů z Francie (kubismus) a Itálie (futurismus). Byla jednou z prvních ženských průkopnic kubofuturismu. Její obrazy byly zaplněny vířícími objekty různých tvarů, roztříštěná scéna zobrazovala předměty z různých úhlů pohledu a zároveň z nich vyzařoval svébytný dynamismus. Příkladem jsou Kompozice s postavami (1913), Pianista (1915), Džbán na stole (1915).
V roce 1916 se připojila k suprematistům. Prostřednictvím syntézy stylů směřovala k úplné abstrakci, která dosáhla nový výraz v sérii obrazů, které nazvala Architektonická malba (1916–7), v níž se promítlo znovuobjevení ruského lidového umění a ikonomalby. Základními prvky byly barva a linie.
Po revoluci v roce 1917 se Popovová přesunula z malby do oblasti užitého umění a designu. Pod vlivem nauk konstruktivismu vytvářela svoje díla včetně divadelních scén a kostýmů, textilních návrhů a oděvů a knižních obálek.

## Galerie

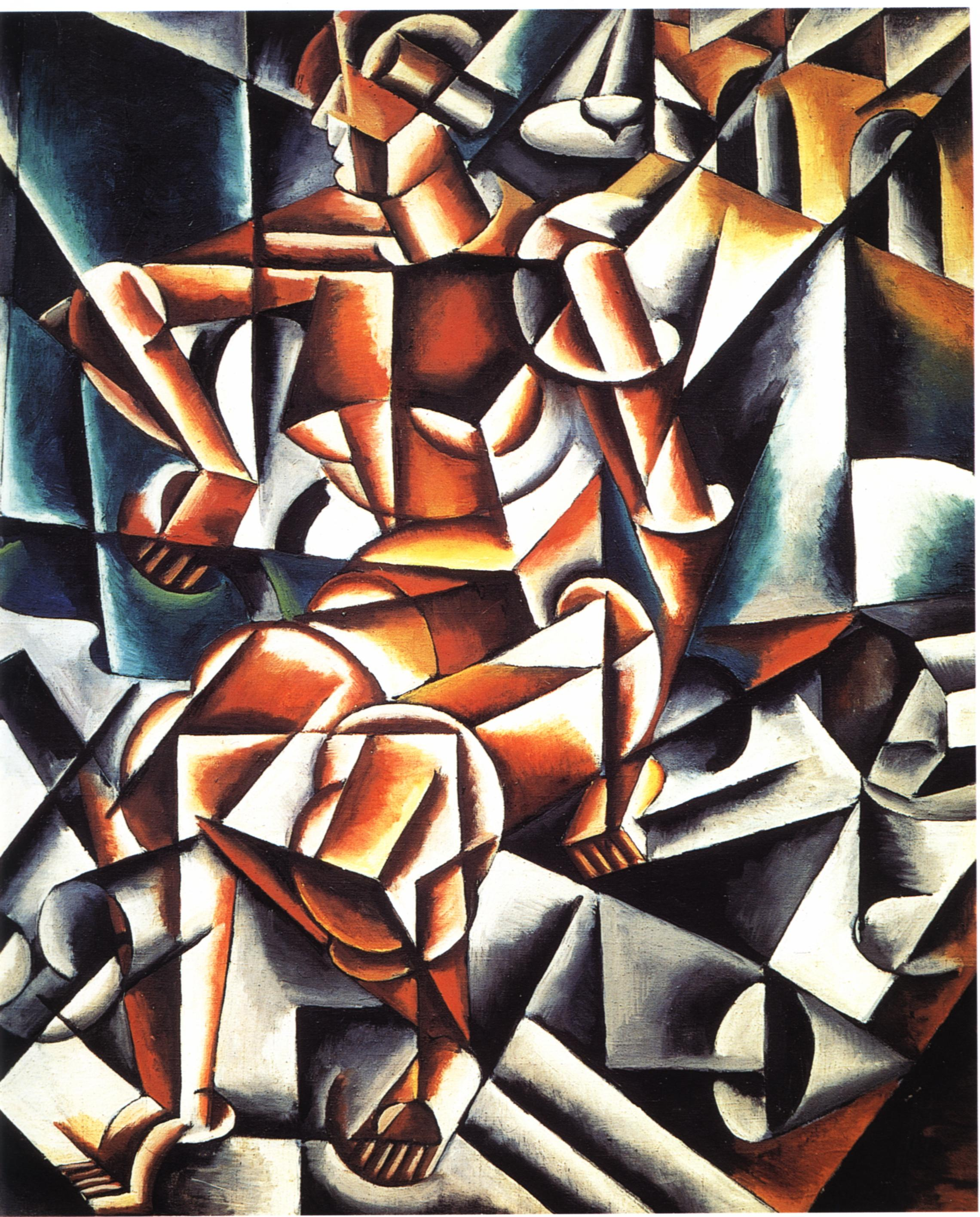
Člověk, vzduch a prostor (1912)
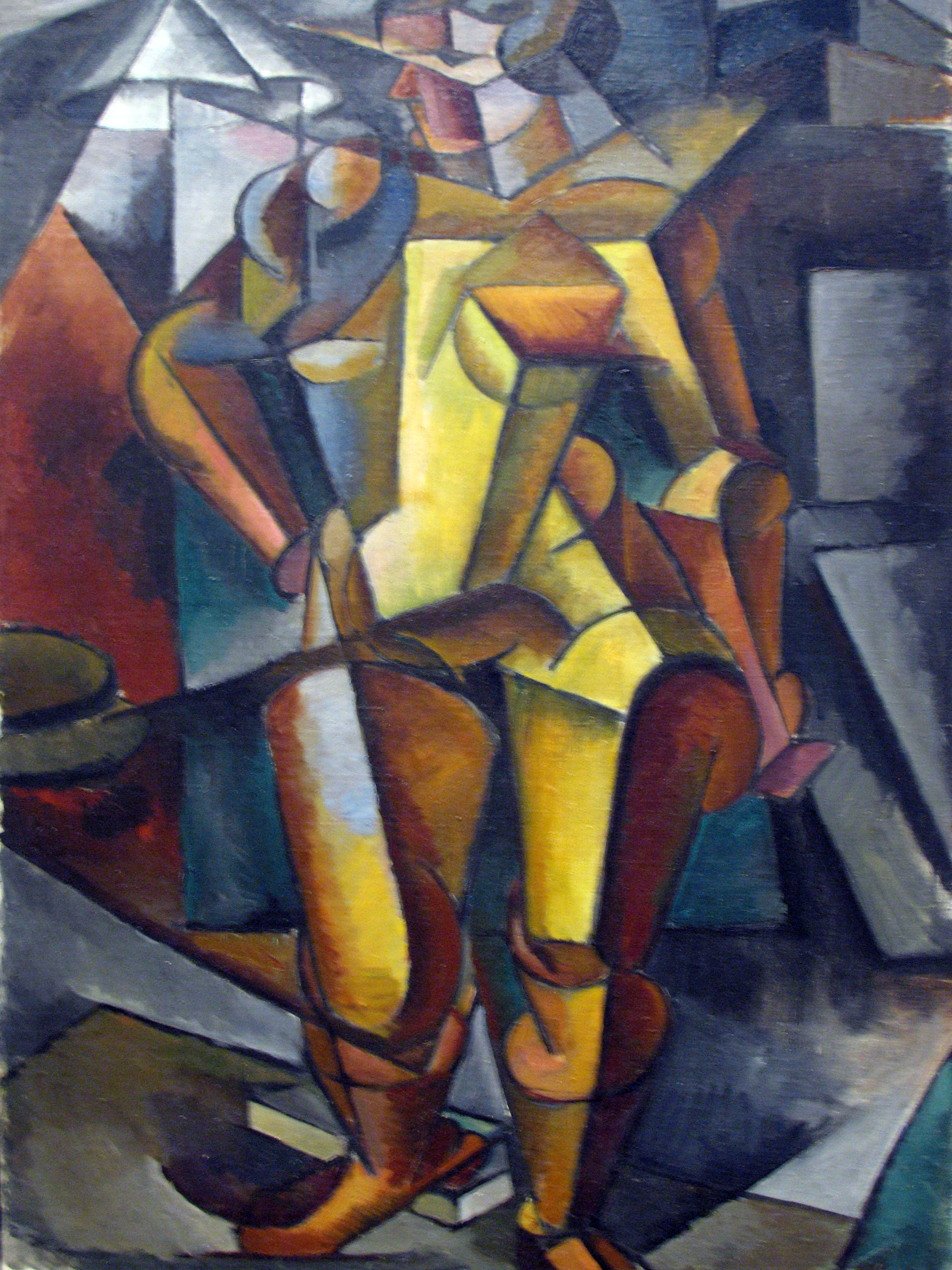
Model (1913)
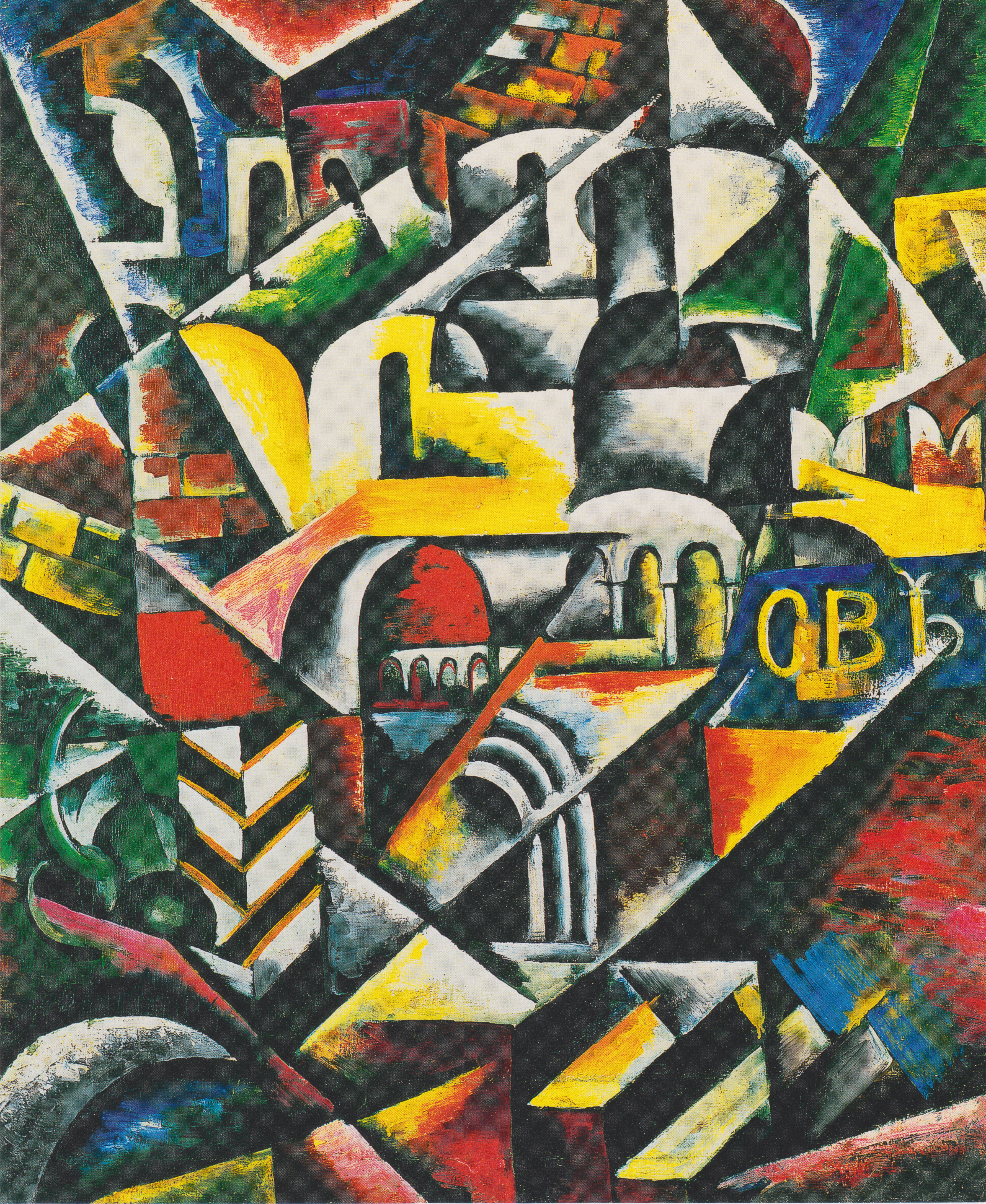
Kubistická městská krajina (cca 1914)
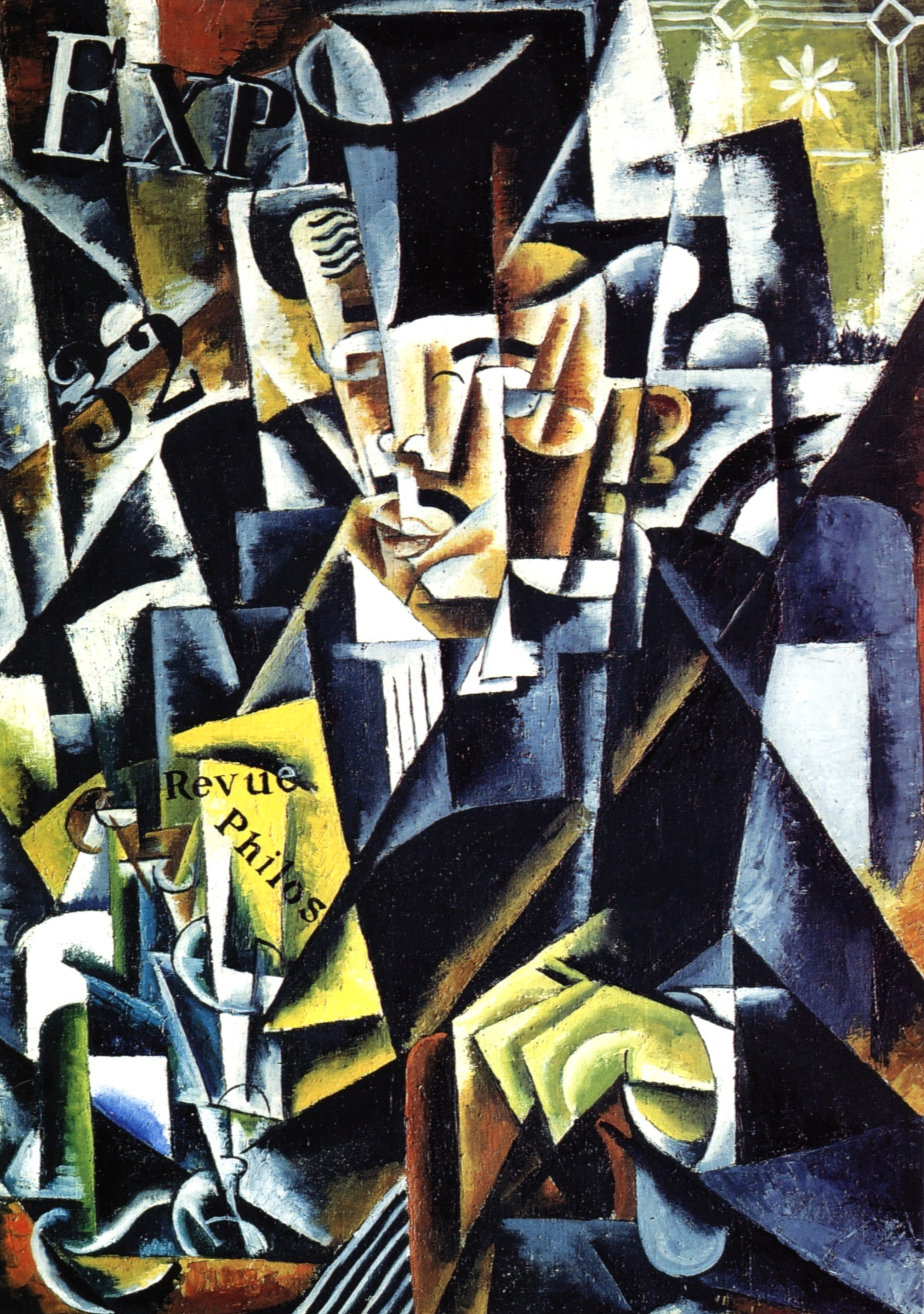
Portrét filozofa (1915)
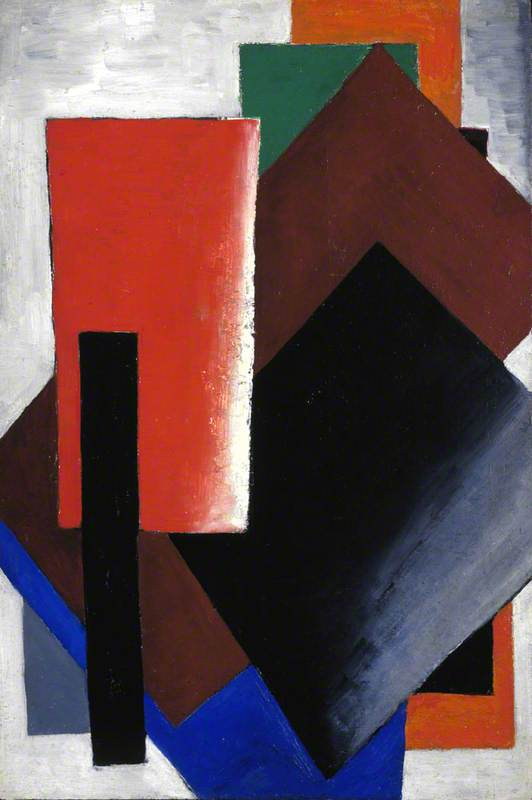
Architektonická malba (1916)
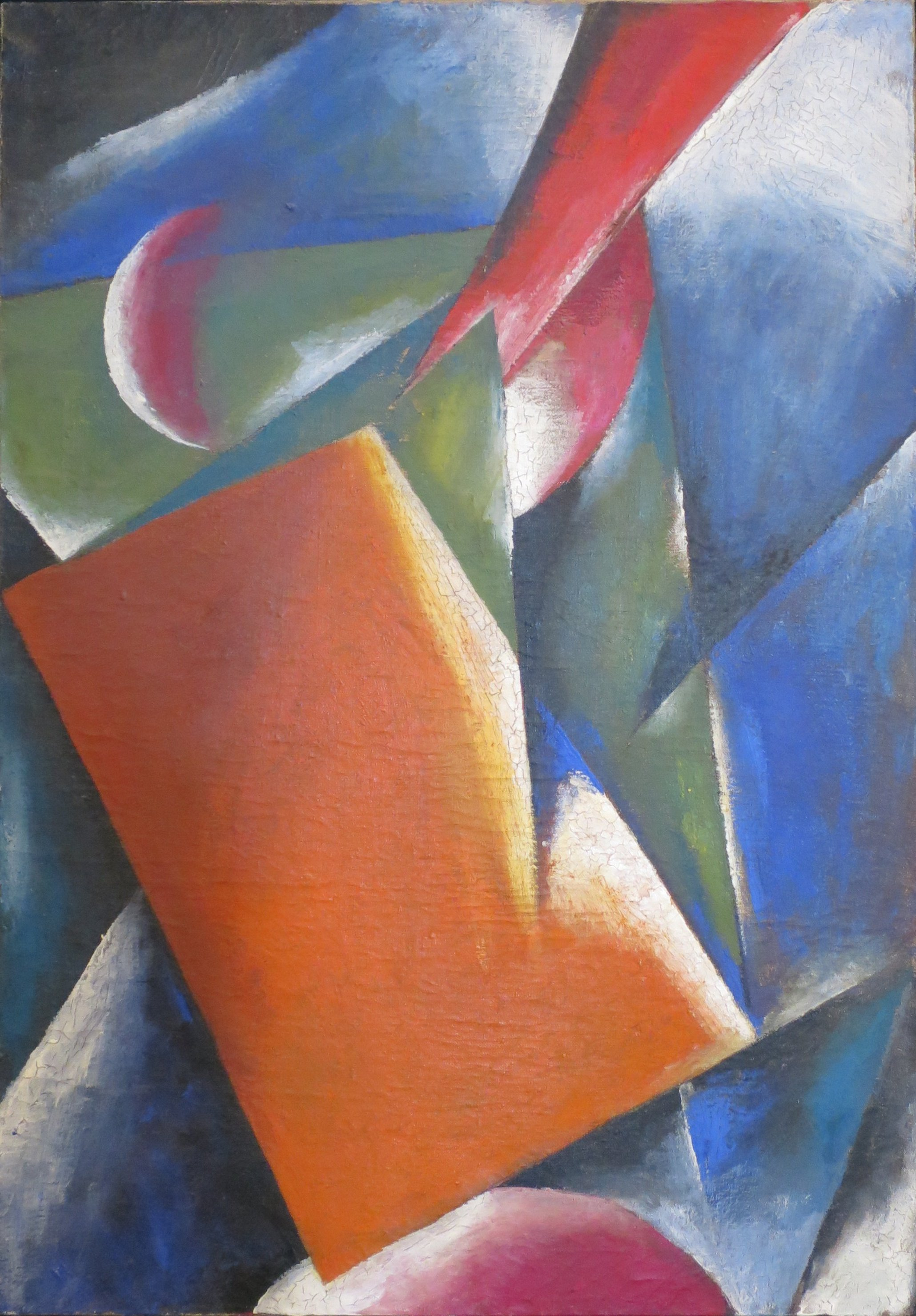
Architektonická malba (1917)
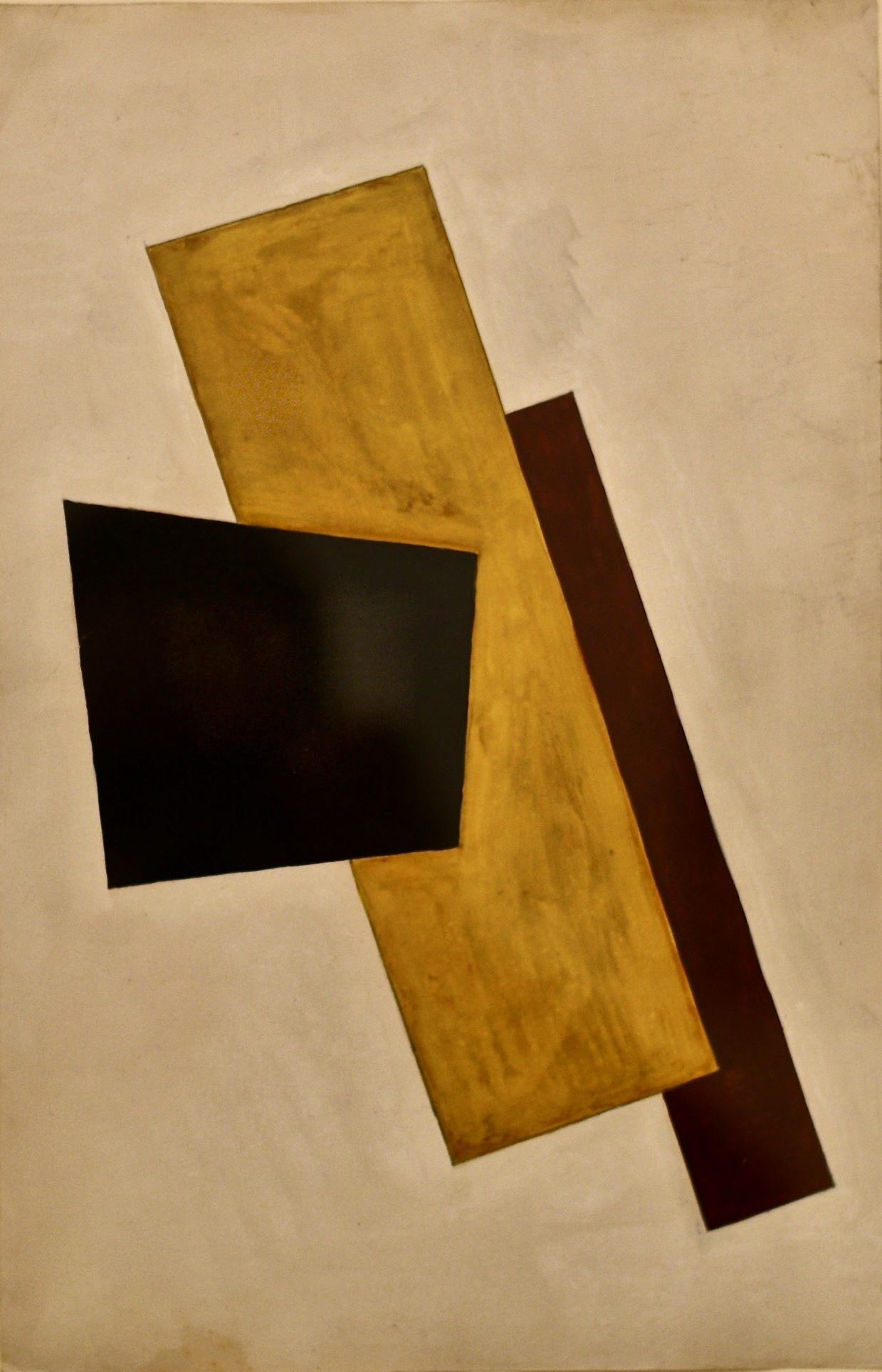
Kompozice (kvaš na papíře, 1917)
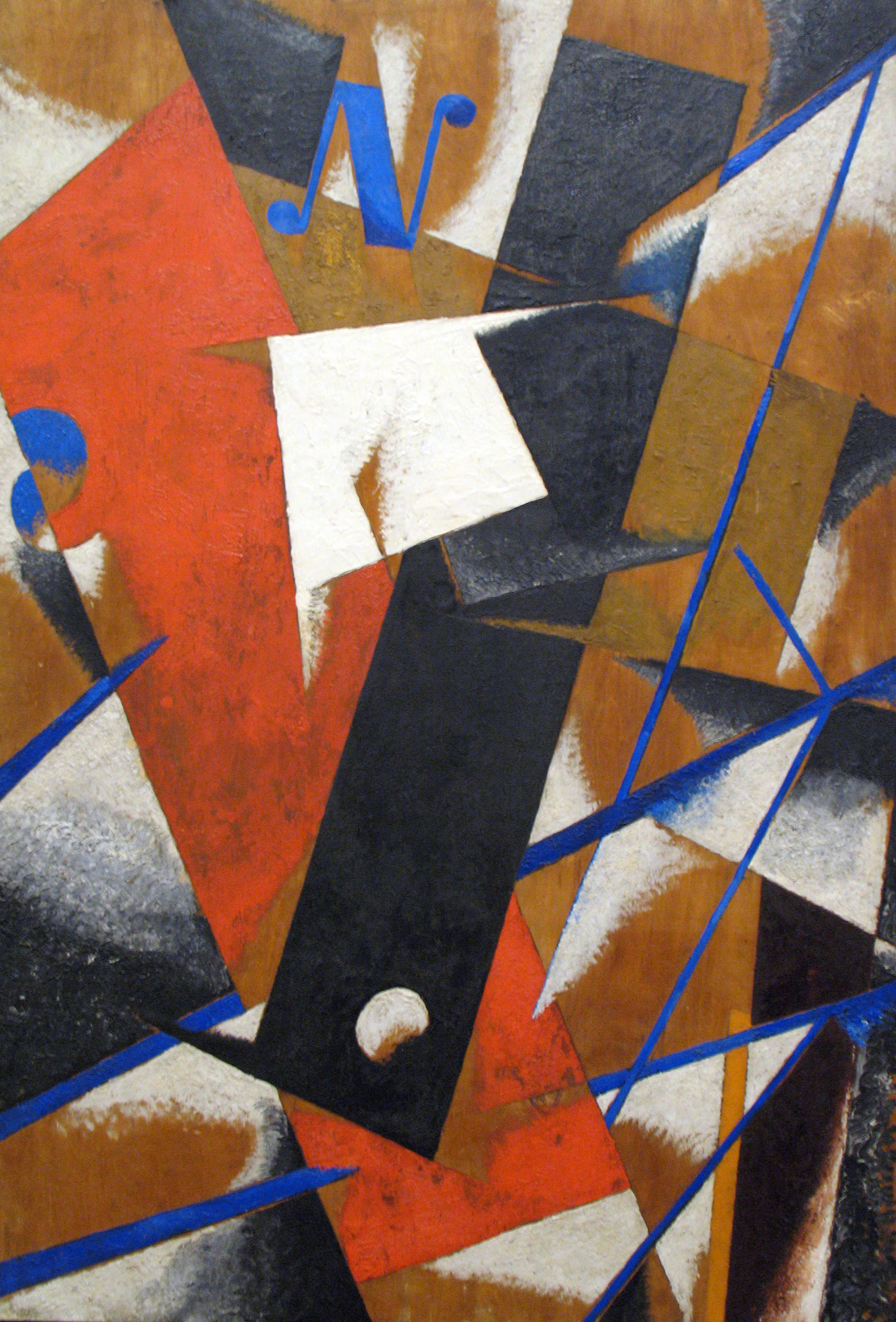
Prostorová a silová konstrukce (1921)